# 持田栄一
持田 栄一（もちだ えいいち、1925年1月5日 - 1978年7月27日）は、日本の教育学者。

## 略歴
群馬県出身。海軍航空隊をへて1949年東京帝国大学文学部教育学科卒。宗像誠也に師事、教育行政学を専攻。国立教育研究所、東京大学教育学部助教授、1969年教授。『持田栄一著作集』全6巻がある。日教組に関係し、天皇制批判を行った。

## 著書
- 『教育管理』国土社 1961
- 『学校づくり 教育のしごととは何か』1963 三一新書
- 『教育管理の基本問題』東京大学出版会 1965 東大社会科学研究叢書
- 『日本の教育計画』1965 三一新書
- 『福祉国家の教育像 現代西ドイツの教育』国土社 1967
- 『学校の理論 学制改革の基本視座』国土社 1972
- 『幼児教育改革 課題と展望』講談社 1972
- 『学制改革 その構想と批判』国土社 1973
- 『教育における親の復権』明治図書出版 1973 シリーズ・現代家庭教育新書
- 『「生涯教育論」批判』明治図書出版 1976
- 『持田栄一著作集』全6巻 明治図書出版 1979-80

## 共編著
- 『教育管理学』大嶋三男,宮田丈夫共編 誠信書房 1961 教育学叢書
- 『学校制度』仲新共編著 第一法規出版 1967 教育学叢書
- 『教育制度』山本敏夫共編著 学文社 1969
- 『生涯教育論 その構想と批判』編 明治図書出版 1971
- 『幼保一元化』編 明治図書出版 1972
- 『教育変革への視座 国民教育論批判』編 田畑書店 1973 批判教育計画
- 『岐路にたつ学校事務』編著 学事出版 1974 学校じむ双書
- 『生きることへの教育変革』高梨俊毅共著 明治図書出版 1975
- 『教育福祉の理論と実際』市川昭午共編著 教育開発研究所 1975
- 『幼児能力の早期開発』編 明治図書出版 1975 シリーズ・現代家庭教育新書
- 『公教育の経営と教育委員会』伊藤和衛共編 教育開発研究所 1977 日本教育行政学会年報
- 『仏教と教育』編 日本評論社 1979 日評選書
- 『ゆれる学校事務観』編著 学事出版 1979 学校じむ双書

## 関連文献
- 『現代公教育変革の課題 八〇年代の新しい教育をめざして』故持田栄一教授追悼論文集編集委員会編 日本教育新聞社 1981
- 『保育思想の持田栄一 近代・宗教・公共性』吉田直哉著 学術研究出版 2023

## 参考
- 日本人名大事典『持田栄一』 - コトバンク